# Postmodern Jukebox
I Postmodern Jukebox, anche conosciuti come PMJ, sono un collettivo di musicisti, musiciste e performer fondato nel 2011 dall'arrangiatore e pianista Scott Bradlee.
I PMJ sono noti per la rielaborazione di famosi brani di musica pop in uno stile vintage, come lo swing e il jazz dei primi del '900. Nel giro di pochi anni dalla fondazione, i Postmodern Jukebox hanno superato il miliardo di visualizzazioni sul loro canale YouTube e superato le 4.75 milioni di iscrizioni.
Ogni settimana, i Postmodern Jukebox pubblicano un nuovo video su YouTube, la maggior parte dei quali è filmata nel soggiorno di Bradlee stesso. Il collettivo ha fatto cover di artisti diversi come Lady Gaga, The Strokes, Katy Perry, Blink-182 e the White Stripes. Da quando hanno iniziato come gruppo di amici che facevano musica nel borgo di Queens a New York, i Postmodern Jukebox sono arrivati a dar vita a tournée in quattro continenti.

## Storia
Il collettivo Postmodern Jukebox iniziò la propria attività quando Scott Bradlee pubblicò dei video girati con alcuni amici del college nel suo appartamento in Astoria, New York. Questo gruppo originale comprendeva il bassista Chris Anderson, il sassofonista Ben Golder Novick, l'arpista Brandee Younger e la cantante Emma Walker.
Bradlee dopo il college è stato per diversi anni un musicista jazz nella zona di New York City prima di attirare l'attenzione con il suo primo video virale nel 2009, un medley di canzoni anni '80 suonate in stile ragtime. Un tweet dall'autore Neil Gaiman è stato l'inizio della loro popolarità virale on-line.
Nel 2011, Bradlee lavorava ad un progetto che può essere considerato precursore del concept dei Postmodern Jukebox: "A Motown Tribute to Nickelback".

### 2012-oggi
Con oltre un milione di visite nella sua prima settimana e 4 milioni nel suo primo anno, la cover di Thrift Shop (Macklemore & Ryan Lewis, 2012) interpretata da Robyn Adele Anderson è stato il primo video virale dei PMJ.

## Musicisti ospitati
Il collettivo ha avuto, tra gli altri, i seguenti musicisti:
- Adam Kubota – basso[5]
- Allan Mednard – batteria[5]
- Allen Hunter – basso
- Andrew Gutauskas – sassofono
- Ben Golder-Novick – sassofono
- Bennett Miller – basso
- Brandee Younger – arpa
- Chip Thomas – batteria[5]
- Cynthia Sayer – banjo
- Dave Koz – sassofono[5]
- Dave Tedeschi – batteria
- David Wong – violino
- Erm Navarro – trombone
- Gunhild Carling – tromba/trombone/cornamusa
- Jacob Scesney – flauto/sassofono/clarinetto
- James Hall – trombone
- Jason Prover – tromba
- Jay Ratmann – clarinetto
- Jesse Elder – piano
- Joe McDonough – trombone
- Kate Dunphy – fisarmonica
- Kylan deGhetaldi – piano
- Lemar Guillary – trombone
- Michael Sailors – tromba
- Mike Chisnall – chitarra
- Mike Cottone – tromba
- Molly E. Fletcher – violino
- Nick Finzer – trombone
- Ric Becker – trombone
- Robert Edwards – trombone
- Sean Clapis – chitarra
- Sean Condron – banjo
- Seth Paris – sassofono
- Stefan Zeniuk – legni
- Tim Kubart aka "Tambourine Guy" – tramurello[9]
- Tom Abbott – clarinetto/sassofono
- Tom Luer – sassofono
- Tosin Abasi

## Discografia

### Album
| Anno | Album                               | Posizione in classifica | Posizione in classifica | Posizione in classifica | Note                                         |
| Anno | Album                               | Jazz Albums             | Top Heatseekers         | Top Independent Albums  | Note                                         |
| ---- | ----------------------------------- | ----------------------- | ----------------------- | ----------------------- | -------------------------------------------- |
| 2013 | Introducing Postmodern Jukebox (EP) | 8                       | 31                      | —                       |                                              |
| 2014 | Twist is the New Twerk              | 4                       | 7                       | 48                      | #16 on Billboard Jazz Albums: Year End 2015  |
| 2014 | Clubbin' With Grandpa               | 4                       | —                       | —                       |                                              |
| 2014 | Saturday Morning Slow Jams          | —                       | —                       | —                       |                                              |
| 2014 | Historical Misappropriation         | 3                       | 7                       | 43                      | #20 on Billboard Jazz Albums: Year End 2015. |
| 2014 | A Very Postmodern Christmas         | 7                       | 22                      | —                       |                                              |
| 2015 | Selfies on Kodachrome               | 6                       | —                       | —                       |                                              |
| 2015 | Emoji Antique                       | 8                       | —                       | —                       |                                              |
| 2015 | Swipe Right For Vintage             | 5                       | 19                      | —                       |                                              |
| 2015 | Top Hat On Fleek                    | 6                       | 20                      | —                       |                                              |
| 2016 | PMJ And Chill                       | 10                      | —                       | —                       |                                              |
| 2016 | Swing the Vote                      | 11                      | —                       | —                       | Jazz Albums, 7 maggio 2016                   |
| 2016 | Squad Goals                         | —                       | —                       | —                       |                                              |
| 2016 | The Essentials                      | —                       | —                       | —                       | Compilation album                            |
| 2017 | 33 Resolutions Per Minute           | —                       | —                       | —                       |                                              |
| 2017 | Fake Blues                          | —                       | —                       | —                       |                                              |
| 2017 | New Gramophone, Who Dis?            | —                       | —                       | —                       |                                              |
| 2017 | The New Classics (Recorded Live!)   | —                       | —                       | —                       |                                              |
| 2018 | Jazz Me Outside Pt. 1               | —                       | —                       | —                       |                                              |
| 2018 | Jazz Me Outside Pt. 2               | —                       | —                       | —                       |                                              |
| 2018 | Learn To Floss in 3 Easy Steps      | —                       | —                       | —                       |                                              |
| 2018 | Blue Mirror                         | —                       | —                       | —                       |                                              |
| 2018 | The Essentials II                   | —                       | —                       | —                       | Compilation album                            |
| 2019 | Sepia Is The New Orange             | —                       | —                       | —                       |                                              |
| 2019 | Jazz Age Thirst Trap                | —                       | —                       | —                       |                                              |
| 2019 | Throwback Clapback                  | —                       | —                       | —                       |                                              |